# Duhankî, Ripkî
Duhankî (în ucraineană Духанки) este localitatea de reședință a comunei Duhankî din raionul Ripkî, regiunea Cernihiv, Ucraina.

## Demografie
Componența lingvistică a localității Duhankî
     Ucraineană (100%)
Conform recensământului din 2001, toată populația localității Duhankî era vorbitoare de ucraineană (100%).